# La donna di un amico mio/Io ti darei il cielo
Io ti darei il cielo/La donna di un amico mio è il primo 45 giri di Roberto Carlos realizzato in Italia. Le canzoni sono delle cover (tradotte in italiano da Daniele Pace) di brani che erano contenuti nel suo LP Roberto Carlos uscito in Brasile nel 1966. I due brani furono poi pubblicati nel suo LP Canzoni per te del 1968, nel 1967 il brano La donna dell'amico mio era stata incisa da Al Bano nel suo LP Al Bano.

## Tracce
Lato A
- La donna di un amico mio (Namoradinha de Um Amigo Meu) - (Daniele Pace-Roberto Carlos)

Lato B
- Io ti darei il cielo (Eu Te Darei O Céu)-(Ettore Carrera e Daniele Pace-Roberto Carlos ed Erasmo Carlos)